# Jiří Němec (piłkarz)
Jiří Němec (ur. 15 maja 1966 w Pacovie) – czeski piłkarz grający na pozycji obrońcy i pomocnika.
W reprezentacji Czechosłowacji i reprezentacji Czech rozegrał 84 mecze.